# 羽根町 (岡崎市)
羽根町（はねちょう）は、愛知県岡崎市の町名。丁番を持たない単独町名であり、19の小字が設置されている。

## 地理
岡崎支所管内に位置し、区画整理等により町内の一部で町名が新設されてきたため東西2つの飛地に分かれる。(沿革参照)東側は美合町・緑丘・庄司田・羽根東町・羽根北町・戸崎町・不吹町に接する。西側は羽根北町・羽根東町・柱曙（一点だけ）・柱町・柱・羽根西新町・羽根西・中田町・戸崎町に接する部分と、上和田町・城南町・江口・中田町に接し、西側を占部川が流れている部分（羽根町字五反畑）がJR線のガード（JR羽根ガード）部分を介して繋がっている。

### 河川
- 占部川

### 湖沼
- 羽根大池
- 長池
- 鰻池
- 二子池

### 小字
東側
- 字小豆坂（あずきざか）
- 字池脇（いけわき）
- 字鰻池（うなぎいけ）
- 字大池（おおいけ）
- 字北乾地（きたかんじ）
- 字陣場（じんば）
- 字若宮（わかみや）

西側
| - 字池下（いけした） - 字北ノ郷（きたのごう） - 字貴登野（きとの） - 字五反畑（ごたんばた） - 字下河田（しもかわだ） - 字長田（ちょうだ） | - 字中田（なかだ） - 字西ノ郷（にしのごう） - 字東ノ郷（ひがしのごう） - 字東荒子（ひがしあらこ） - 字前田（まえだ） - 字南乾地（みなみかんじ） |

## 世帯数と人口
2019年（令和元年）5月1日現在の世帯数と人口は以下の通りである。
| 町丁   | 世帯数    | 人口    |
| ------ | --------- | ------- |
| 羽根町 | 2,924世帯 | 6,705人 |

### 人口の変遷
国勢調査による人口の推移
| 1995年（平成7年）  | 6,489人 | [ 8 ]  |  |
| 2000年（平成12年） | 6,659人 | [ 9 ]  |  |
| 2005年（平成17年） | 6,126人 | [ 10 ] |  |
| 2010年（平成22年） | 6,494人 | [ 11 ] |  |
| 2015年（平成27年） | 6,752人 | [ 12 ] |  |

## 小・中学校の学区
市立小・中学校および県立全日制高校普通科に通う場合、学区は以下の通りとなる。
| 字・番地等 | 小学校               | 中学校             | 高等学校 |
| --- | -------------------- | ------------------ | -------- |
| 字小豆坂149番地3〜5・150番地2〜3                                                                                     | 岡崎市立緑丘小学校   | 岡崎市立竜南中学校 | 三河学区 |
| 字小豆坂（緑丘小学校校区を除く。） 字鰻池、字大池25～162番地                                                         | 岡崎市立小豆坂小学校 | 岡崎市立翔南中学校 | 三河学区 |
| 羽根町字大池1～24番地 字長田、字東荒子、字若宮 字東ノ郷、字前田 字陣場のうち通称羽根東山2区の区域                    | 岡崎市立羽根小学校   | 岡崎市立翔南中学校 | 三河学区 |
| 羽根町字池下、字池脇、字北乾地 字貴登野、字角田、字北ノ郷 字中田のうち東海道線以東 字陣場（通称羽根東山2区を除く。） | 岡崎市立羽根小学校   | 岡崎市立南中学校   | 三河学区 |
| 字五反畑、字中田のうち東海道線以西                                                                                   | 岡崎市立城南小学校   | 岡崎市立南中学校   | 三河学区 |

## 歴史
額田郡羽根村を前身とする。
地内の小豆坂は、二度の小豆坂の戦いの舞台となった。戦国時代、もしくはそれ以前と思われる領主の名が記された古文書がある。別の古文書によれば、天文9年（1540年）に織田家が安祥城を攻撃した際に、城主松平広忠に味方してよく戦った松平忠次に褒賞として与えられる。さらに別の古文書によれば、天正5年（1577年）に徳川家康が松平伊昌に与えた。また、当時は羽（禰の左側が示）郷と称した。田中吉政の支配を経て岡崎藩領となる。
1871年（明治4年）の廃藩置県により岡崎藩は岡崎県の一部となったが、その年のうちに額田県となり翌年には愛知県に編入された。

### 町名の由来
古代は土師部の在地であり、埴土が出土していたことに由来するとされる。

### 沿革
- 1889年（明治22年）10月1日 - 町村制施行。柱村・戸崎村・若松村・針崎村と合併し、岡崎村大字羽根となる[16]。
- 1928年（昭和3年）9月1日 - 岡崎市へ編入し、同市羽根町となる[17]。
- 1980年（昭和55年）
  - 1月22日 - 一部が城南町となる[17][18]。
  - 3月18日 - 一部が江口一〜二丁目・中田町となる[17][18]。
- 1981年（昭和56年）1月13日 - 一部が羽根北町・羽根東町となる[17][18]。
- 1990年（平成2年）9月20日 - 一部が柱曙一丁目・庄司田一〜三丁目となる[17][18]。
- 2003年（平成15年）7月26日 - 一部が羽根西一〜三丁目・羽根西新町・柱一〜二丁目となる[18]。

### 史跡
- 小豆坂第3号墳
- 小豆坂第4号墳
- 小豆坂第5号墳
- 小豆坂第6号墳

## 経済
1990年から2010年にかけて区画整理が行われ、西南部の岡崎駅に隣接する地区で商業が盛んに行われている。東部の自動車部品工場や駅周辺の鋳物工場が近年撤退し、羽根町字小豆坂3番地のクラタ産業の工場跡地にウイングタウン岡崎が建設された。

## 施設

### 行政施設
- 岡崎合同庁舎
  - 岡崎市役所岡崎支所
  - 名古屋地方検察庁岡崎支部
  - 岡崎区検察庁
  - 名古屋国税局岡崎税務署
  - 名古屋法務局岡崎支所
  - 岡崎公共職業安定所
  - 愛知労働局岡崎労働基準監督署
  - 東海農政局岡崎統計・情報センター

### 金融機関
- 十六銀行 岡崎羽根支店
- 岡崎駅前郵便局

### 教育
- 職業訓練法人岡崎技術工学院
- 学校法人IPC学園愛知ペット専門学校
- 愛知県立岡崎工科高等学校
- 岡崎市立羽根小学校
- 学校法人服部学園めぐみ幼稚園

### その他
- 岡崎市シビックセンター
- ウイングタウン岡崎（戦前は岡崎競馬場が所在。戦後、クラタ産業工場敷地を経てショッピングセンターとなる）
  - バロー羽根店
  - スギ薬局ウイングタウン羽根店
  - ユニクロウイングタウン岡崎店
  - ABC-MARTウイングタウン岡崎店
  - 西松屋チェーンウイングタウン岡崎店
  - ハニーズ岡崎ウィングタウン店
  - 近畿日本ツーリスト個人旅行販売岡崎ウイングタウン営業所
  - ローソン・ユナイテッドシネマ岡崎（旧：シネプレックス→ユナイテッド・シネマ岡崎）
  - 岡崎信用金庫緑丘支店ウイングタウン出張所
  - TSUTAYAウイングタウン岡崎店（旧：いまじんウイングタウン岡崎店）
- ザ・ダイソー岡崎南店
- デニーズ南岡崎店
- ファミリーマート岡崎駅前店
- ファミリーマート岡崎羽根町若宮店
- ミニストップ大池店
- ツルタ楽器岡崎店
- 服部工業
- エフエム岡崎
- 暮らしの学校
- 岡崎共立病院

## ギャラリー
- 岡崎市シビックセンター、岡崎地方合同庁舎
- ウイングタウン岡崎
- JR岡崎駅
- 愛知県立岡崎工科高等学校
- 北ノ郷公園（2015年3月31日開設）[19]
- 羽根東わかみや公園（2017年3月31日開設）[19]
- 愛知県道478号岡崎停車場線（電車通り）
- 十六銀行 岡崎羽根支店
- 羽根町北ノ郷交差点付近（岡崎市民駅伝競走大会）
- 羽根学区こどもの家
- 森永製菓岡崎工場（1980年9月30日閉鎖）

## 交通

### 鉄道
- 岡崎駅
  - JR東海道本線
  - 愛知環状鉄道・愛知環状鉄道線

### 路線バス
- 名鉄バス：岡崎市内線 - 岡崎駅前・北羽根・羽根・羽根小学校前・羽根東町・陣場・東楽園バス停

### 道路
- 国道248号
- 愛知県道26号岡崎環状線（竜東メーンロード）
- 愛知県道48号岡崎刈谷線（竜南メーンロード）
- 愛知県道326号桑谷柱線（緑丘通り）
- 愛知県道478号岡崎停車場線（電車通り）
- 愛知県道483号岡崎幸田線（電車通り）

## その他

### 日本郵便
- 集配担当する郵便局は以下の通りである[20]。

| 字       | 郵便番号 | 郵便局     |
| -------- | -------- | ---------- |
| 字小豆坂 | 444-0814 | 岡崎郵便局 |
| 字陣場   | 444-0815 | 岡崎郵便局 |
| 字大池   | 444-0816 | 岡崎郵便局 |
| その他   | 444-0813 | 岡崎郵便局 |

## 参考資料
- 「角川日本地名大辞典」編纂委員会 編『角川日本地名大辞典 23 愛知県』角川書店、1989年3月8日。ISBN 4-04-001230-5。
- 有限会社平凡社地方資料センター 編『日本歴史地名体系第23巻 愛知県の地名』平凡社、1981年。ISBN 4-582-49023-9。
- 新編岡崎市史編さん委員会 編『新編岡崎市史 総集編 20』1993年。